# Sankt Thomas Sogn
Sankt Thomas Sogn er et sogn i Frederiksberg Provsti (Københavns Stift). Sognet ligger i Frederiksberg Kommune; indtil Kommunalreformen i 1970 lå det i Sokkelund Herred (Københavns Amt). I Sankt Thomas Sogn ligger Sankt Thomas Kirke og De Døves Kirke.
Sognet udskiltes i 1898 fra Frederiksberg Sogn.
I Sankt Thomas Sogn findes flg. autoriserede stednavne:
- Sankt Thomas